# Ажи
Ажи́ (каз. Әжі) — село у складі Єрейментауського району Акмолинської області Казахстану. Входить до складу Койтаського сільського округу.
Населення — 270 осіб (2021; 301 у 2009, 357 у 1999, 543 у 1989).
Національний склад станом на 1989 рік:
- казахи — 100 %.